# Энергетика Италии
Энергетика Италии — обладая одним из крупнейших электроэнергетических комплексов в Европе (ЕС) и в мире в целом, Италия является нетто-импортёром как энергоносителей так и электроэнергии. Италия, наряду с Великобританией, Германией, Испанией, и Францией, входит в TOP-5 крупнейших электроэнергетических комплексов Европейского союза
Производство первичной энергии в Италии в 2019 г. — 36,9 млн тонн нефтяного эквивалента (toe), что составляет 5 % от общего объема производства первичной энергии в ТЭК ЕС (EU-28). Доля Италии в конечном энергетическом потреблении составила 11 %, в промышленности — 9 %.

## Общая характеристика
Энергетическая зависимость* Италии в соответствии с данными Eurostat определяется семейством кривых, иллюстрируемых следующей диаграммой

Энергетическая зависимость Италии, 1990-2019 гг., %

Примечание: энергетическая зависимость показывает, в какой степени экономика зависит от  импорта для удовлетворения своих энергетических потребностей. Рассчитывается из отношения импорта-нетто (импорт минус экспорт) на сумму валового внутреннего потребления первичных энергоносителей  и бункерного топлива.
Конечное (полезное) потребление электроэнергии  — 301 804 млн кВт∙ч, в том числе: 
энергетический сектор — 9871, 
промышленность — 118 033, 
транспорт — 11 542 и 
другие сектора — 162 358 млн кВт∙ч.

Показатели электроэнергетических комплексов крупнейших стран EU-28 за 2019 год (ранжированы в порядке убывания по производству электроэнергии)
Структура производства электроэнергии-брутто крупнейшими странами EU-28 за 2019 год, проценты

Современное состояние электроэнергетики Италии (на конец 2019 г.), структура её основных показателей (установленная мощность,  производство электроэнергии-брутто, конечное потребление электроэнергии) характеризуется следующими данными и диаграммами :
- Установленная мощность генерирующих источников — 116 435 МВт;
- Производство электроэнергии-брутто — 293 853 млн кВт∙ч.

Структура установленной мощности электростанций Италии за 2019 год, проценты
Италия. Структура  производства электроэнергии-брутто, за 2019 гг., проценты

Италия. Структура производства электроэнергии-брутто на ТЭС за 2019 год по группам энергоносителей, проценты

Италия. Структура установленной мощности ТЭС по типам первичного двигателя (технологии) за 2019 год, проценты

Основные показатели электроэнергетики страны, ее роль и место в ТЭК Европейского союза (EU-28) иллюстрируется таблицей 4
| Таблица 4. Основные показатели. Роль и место электроэнергетики Италии в электроэнергетическом комплексе EU-28 |                   |         |        |             |
| Показатели электроэнергетики, потребители                                                                     | Единица измерения | EU-28   | Италия | Доля Италии |
| Установленная мощность, ГВт                                                                                   | ГВт               | 1052.82 | 104.85 | 10 %        |
| Производство электроэнергии-брутто                                                                            | млрд кВт∙ч        | 3228.63 | 293.85 | 9 %         |
| Конечное потребление электроэнергии                                                                           | млрд кВт∙ч        | 2864.58 | 301.80 | 1 1%        |
| Энергетический сектор                                                                                         | млрд кВт∙ч        | 84.34   | 9.87   | 12%         |
| Промышленность, из которой                                                                                    | млрд кВт∙ч        | 1024.57 | 118.03 | 12 %        |
| Черная металлургия и сталелитейная промышленность                                                             | млрд кВт∙ч        | 110.31  | 18.93  | 17 %        |
| Химическая и нефтехимическая промышленность                                                                   | млрд кВт∙ч        | 181.06  | 13.66  | 8 %         |
| Другие отрасли промышленности                                                                                 | млрд кВт∙ч        | 733.21  | 85.44  | 12 %        |
| Бытовые потребители                                                                                           | млрд кВт∙ч        | 809.51  | 65.59  | 8%          |
| Сельское хозяйство                                                                                            | млрд кВт∙ч        | 58.47   | 06.05  | 10 %        |

Современное энергетическое хозяйство страны (на конец 2019 г.),  роль и место Италии в ТЭК Европейского союза и основные тенденции изменений в 2019 г. в сравнении с 1990 г. характеризуются таблицами 1,2 и 3
| Таблица 1. Отдельные статьи ТЭБ EU-28 и Италии (IT) за 2019 г., тыс. тонн нефтяного эквивалента |                                |                                |         |         |         |         |         |        |         |                |                |         |
| Энергоносители                                                                                  | Производство первичной энергии | Производство первичной энергии | Доля IT | Экспорт | Экспорт | Доля IT | Импорт  | Импорт | Доля IT | Общая поставка | Общая поставка | Доля IT |
| Энергоносители                                                                                  | EU-28                          | IT                             | Доля IT | EU-28   | IT      | Доля IT | EU-28   | IT     | Доля IT | EU-28          | IT             | Доля IT |
| Электроэнергия                                                                                  | --                             | --                             | --      | 31803   | 502     | 2%      | 33877   | 3781   | 11%     | 2074           | 3280           | 158%    |
| Теплоэнергия                                                                                    | 1087                           | --                             | --      | 2       | --      | --      | 5       | --     | --      | 1091           | --             | --      |
| Производные газов                                                                               | --                             | --                             | --      | --      | --      | --      | --      | --     | --      | --             | --             | --      |
| Природный газ                                                                                   | 86233                          | 3931                           | 5%      | 66069   | 267     | 0,4%    | 400485  | 58203  | 15%     | 402517         | 60949          | 15%     |
| Невозобновляемые отходы                                                                         | 14855                          | 1182                           | 8%      | 36      | --      | --      | 494     | --     | --      | 15316          | 1182           | 8%      |
| Ядерное тепло                                                                                   | 210180                         | --                             | --      | --      | --      | --      | --      | --     | --      | 210180         | --             | --      |
| Сырая нефть и нефтепродукты (без биотоплива)                                                    | 76431                          | 4708                           | 6%      | 395189  | 28156   | 7%      | 943653  | 80593  | 9%      | 519754         | 50061          | 10%     |
| Сланец и битуминозный песок                                                                     | 2999                           | --                             | --      | --      | --      | --      | --      | --     | --      | 2955           | --             | --      |
| Торф и продукты из торфа                                                                        | 1572                           | --                             | --      | 7       | --      | --      | 67      | --     | --      | 2304           | --             | --      |
| Возобновляемые и биотопливо                                                                     | 242508                         | 27088                          | 11%     | 14615   | 287     | 2%      | 23964   | 2739   | 11%     | 251642         | 29512          | 12%     |
| Твердое органическое топливо                                                                    | 103509                         | --                             | --      | 13067   | 201     | 2%      | 91768   | 6587   | 7%      | 176924         | 6480           | 4%      |
| Всего                                                                                           | 739374                         | 36910                          | 5%      | 520788  | 29411   | 6%      | 1494313 | 151903 | 10%     | 1584758        | 151464         | 10%     |

| Окончание таблицы 1                          |                                                    |                                                    |         |                                                                    |                                                                    |         |                                     |                                     |         |                |                |         |
| Энергоносители                               | Преобразование (вход) энергетическое использование | Преобразование (вход) энергетическое использование | Доля IT | Преобразование на электрических станциях и отопительных установках | Преобразование на электрических станциях и отопительных установках | Доля IT | Конечное энергетическое потребление | Конечное энергетическое потребление | Доля IT | Промышленность | Промышленность | Доля IT |
| Энергоносители                               | EU-28                                              | IT                                                 | Доля IT | EU-28                                                              | IT                                                                 | Доля IT | EU-28                               | IT                                  | Доля IT | EU-28          | IT             | Доля IT |
| Электроэнергия                               | 3389                                               | 212                                                | 6%      | 3389                                                               | 212                                                                | 6%      | 239058                              | 25102                               | 11%     | 88097          | 10149          | 12%     |
| Теплоэнергия                                 | 1610                                               | --                                                 | --      | 1610                                                               | --                                                                 | --      | 47415                               | 4296                                | 9%      | 15747          | 2274           | 14%     |
| Производные газов                            | 8148                                               | 642                                                | 8%      | 8147                                                               | 642                                                                | 8%      | 4870                                | 109                                 | 2%      | 4870           | 109            | 2%      |
| Природный газ                                | 129631                                             | 25438                                              | 20%     | 127728                                                             | 25438                                                              | 20%     | 238134                              | 33043                               | 14%     | 83492          | 8541           | 10%     |
| Невозобновляемые отходы                      | 10606                                              | 899                                                | 8%      | 10606                                                              | 899                                                                | 8%      | 4679                                | 284                                 | 6%      | 4441           | 284            | 6%      |
| Ядерное тепло                                | 210180                                             | --                                                 | --      | 210180                                                             | --                                                                 | --      | --                                  | --                                  | --      | --             | --             | --      |
| Сырая нефть и нефтепродукты (без биотоплива) | 774024                                             | 84318                                              | 11%     | 13678                                                              | 3710                                                               | 27%     | 393173                              | 38920                               | 10%     | 25884          | 1756           | 7%      |
| Сланец и битуминозный песок                  | 2850                                               | --                                                 | --      | 1073                                                               | --                                                                 | --      | 24                                  | --                                  | --      | 24             | --             | --      |
| Торф и продукты из торфа                     | 1818                                               | --                                                 | --      | 1736                                                               | --                                                                 | --      | 435                                 | --                                  | --      | 161            | --             | --      |
| Возобновляемые и биотопливо                  | 160557                                             | 19883                                              | 12%     | 142056                                                             | 18552                                                              | 13%     | 107977                              | 10912                               | 10%     | 24028          | 424            | 2%      |
| Твердое органическое топливо                 | 182408                                             | 7188                                               | 4%      | 114126                                                             | 4335                                                               | 4%      | 21257                               | 595                                 | 3%      | 12594          | 595            | 5%      |
| Всего                                        | 1485222                                            | 138580                                             | 9%      | 634329                                                             | 53787                                                              | 8%      | 1057022                             | 113260                              | 11%     | 259337         | 24131          | 9%      |

Структура потребления полезной электроэнергии промышленностью, транспортом и другими секторами в отдельные годы 1990-2019 гг. приведена в таблицах 5 и 6
| Таблица 5. Структура конечного потребления электроэнергии промышленностью и транспортом Италии, 1990-2019 гг., млн. кВт∙ч |         |         |         |         |         |         |         |         |         |        |
| Конечное потребление | Годы    | Годы    | Годы    | Годы    | Годы    | Годы    | Годы    | Годы    | Годы    | Годы   |
| Конечное потребление | 1990    | 1995    | 2000    | 2005    | 2010    | 2015    | 2016    | 2017    | 2018    | 2019   |
| Промышленность | 110 917 | 119 574 | 141 847 | 144 763 | 127 868 | 112 665 | 113 257 | 115 609 | 116 070 | 118033 |
| Черная металлургия и сталелитейная промышленность                                                                         | 19 409  | 19 641  | 20 346  | 20 395  | 18 675  | 17 439  | 18 262  | 18 725  | 18 908  | 18935  |
| Химическая и нефтехимическая промышленность                                                                               | 19 824  | 19 843  | 21 946  | 19 015  | 15 541  | 13 961  | 13 911  | 14 284  | 14 464  | 13662  |
| Строительство | 961     | 1 177   | 1 233   | 1 709   | 1 752   | 1 355   | 1 353   | 1 386   | 1 419   | 2021   |
| Пищевая и табачная промышленность                                                                                         | 7 498   | 9 571   | 11 644  | 13 004  | 12 788  | 12 148  | 12 170  | 12 413  | 12 533  | 13456  |
| Машиностроение | 14 119  | 16 143  | 20 451  | 23 550  | 21 336  | 19 944  | 20 128  | 20 888  | 21 138  | 21700  |
| Горная промышленность и разработка карьеров                                                                               | 1 265   | 1 040   | 1 046   | 1 065   | 880     | 627     | 609     | 606     | 615     | 627    |
| Цветная металлургия | 6 160   | 5 399   | 5 526   | 5 635   | 4 573   | 2 483   | 2 477   | 2 556   | 2 528   | 2036   |
| Производство нерудных материалов                                                                                          | 11 307  | 11 782  | 13 698  | 14 678  | 11 870  | 8 988   | 8 826   | 8 905   | 8 926   | 8708   |
| Целлюлозно-бумажная промышленность и полиграфия                                                                           | 7 123   | 8 404   | 10 100  | 10 939  | 9 760   | 8 736   | 8 647   | 8 604   | 8 481   | 8699   |
| Текстильная и кожевенная промышленность                                                                                   | 9 773   | 10 500  | 11 460  | 9 119   | 6 334   | 5 232   | 5 153   | 5 164   | 5 120   | 5279   |
| Производство транспортного оборудования                                                                                   | 3 791   | 4 338   | 4 711   | 4 236   | 3 788   | 3 518   | 3 610   | 3 590   | 3 566   | 3603   |
| Пиломатериалы и деревообрабатывающая промышленность                                                                       | 1 755   | 2 127   | 4 035   | 4 373   | 3 913   | 3 009   | 2 965   | 2 979   | 2 989   | 3111   |
| Прочие отрасли промышленности                                                                                             | 7 932   | 9 609   | 15 651  | 17 045  | 16 658  | 15 225  | 15 146  | 15 510  | 15 383  | 16196  |
| Транспорт | 6725    | 7751    | 8514    | 9918    | 10666   | 10856   | 11162   | 11383   | 11540   | 11542  |
| Железная дорога | 4270    | 4654    | 4498    | 4577    | 4581    | 5106    | 5446    | 5515    | 5701    | 5550   |
| Дороги, шоссе | --      | --      | --      | --      | 61      | 71      | 69      | 83      | 99      | 137    |
| Трубопроводный транспорт                                                                                                  | 465     | 479     | 428     | 504     | 476     | 402     | 391     | 380     | 364     | 290    |
| Прочие виды транспорта | 1990    | 2618    | 3588    | 4837    | 5548    | 5277    | 5256    | 5405    | 5375    | 5565   |

В промышленности Италии в 2019 г. в сравнении с 1990 г. снизилось потребление электроэнергии в таких электроемких отраслях, как черная металлургия и сталелитейная промышленность, химия и нефтехимия, цветная металлургия; увеличивается — в машиностроении, строительстве. Отмечается значительное снижение в текстильной и кожевенной промышленности. При этом растет потребление электроэнергии в пищевой и табачной промышленности. С 6,7 млрд кВт∙ч в 1990 г. до 11,5 млрд кВт∙ч увеличилось потребление на транспорте.
| Годы | Бытовые потребители | Коммерческий сектор и предприятия общего пользования | Сельское, лесное хозяйство и рыболовство | Всего   |
| 1990 | 52 730              | 40 027                                               | 4 228                                    | 96 985  |
| 1995 | 57 244              | 49 688                                               | 4 015                                    | 110 947 |
| 2000 | 61 112              | 56 595                                               | 4 907                                    | 122 614 |
| 2005 | 66 960              | 73 875                                               | 5 291                                    | 146 199 |
| 2010 | 69 550              | 85 619                                               | 5 541                                    | 160 779 |
| 2015 | 66187               | 92085                                                | 5488                                     | 163 962 |
| 2016 | 64304               | 91736                                                | 5314                                     | 161 608 |
| 2017 | 65491               | 93492                                                | 5681                                     | 164 973 |
| 2018 | 65138               | 94490                                                | 5486                                     | 165 471 |
| 2019 | 65588               | 90718                                                | 5840                                     | 162 358 |

| Таблица 2. Отдельные статьи ТЭБ Италии за 1990 г. и изменения (2019 г. к 1990 г.), тыс. тонн нефтяного эквивалента |                                |         |        |                |                                                    |                                                             |                                     |                 |           |                |
| Энергоносители | Производство первичной энергии | Экспорт | Импорт | Общая поставка | Преобразование (вход) энергетическое использование | Преобразование на электростанциях и отопительных установках | Конечное энергетическое потребление | Промышлен-ность | Транспорт | Другие сектора |
| Электроэнергия | --                             | 79      | 3059   | 2980           | 411                                                | 411                                                         | 18455                               | 9537            | 578       | 8339           |
| Теплоэнергия | --                             | --      | --     | --             | --                                                 | --                                                          | --                                  | --              | --        | --             |
| Производные газов                                                                                                  | --                             | --      | --     | --             | 896                                                | 896                                                         | 892                                 | 707             | --        | 185            |
| Природный газ | 14030                          | 15      | 25326  | 39001          | 8267                                               | 8075                                                        | 28725                               | 12971           | 208       | 15546          |
| Невозобновляемые отходы                                                                                            | 164                            | --      | --     | 164            | 25                                                 | 25                                                          | 139                                 | 139             | --        | --             |
| Ядерное тепло | --                             | --      | --     | --             | --                                                 | --                                                          | --                                  | --              | --        | --             |
| Сырая нефть и нефтепродукты (без биотоплива)                                                                       | 4468                           | 19676   | 104820 | 83368          | 115955                                             | 21531                                                       | 52704                               | 8077            | 31920     | 12706          |
| Сланец и битуминозный песок                                                                                        | --                             | --      | --     | --             | --                                                 | --                                                          | --                                  | --              | --        | --             |
| Торф и продукты из торфа                                                                                           | --                             | --      | --     | --             | --                                                 | --                                                          | --                                  | --              | --        | --             |
| Возобновляемые и биотопливо                                                                                        | 6381                           | --      | 92     | 6472           | 5573                                               | 5505                                                        | 930                                 | 81              | --        | 849            |
| Твердое органическое топливо                                                                                       | 275                            | 141     | 13884  | 14631          | 16339                                              | 7001                                                        | 2678                                | 2581            | --        | 96             |
| Всего | 25317                          | 19910   | 147181 | 146617         | 147466                                             | 43444                                                       | 104522                              | 34093           | 32707     | 37722          |
| Увеличение (+), Уменьшение (-) всего в 2019 в сравнении с 1990 г., тыс. тонн нефтяного эквивалента                 | 11592                          | 9501    | 4722   | 4847           | -8885                                              | 10344                                                       | 8738                                | -9962           | 3154      | 15546          |
| 2019/1990, в процентах                                                                                             | 146%                           | 148%    | 103%   | 103%           | 94%                                                | 124%                                                        | 108%                                | 71%             | 110%      | 141%           |

## Энергоносители
Оценочные суммарные извлекаемые запасы энергоносителей, рассчитанные по данным U.S. Energy Information Administration  (на декабрь 2015 г.), составили 0,244 млрд тут (в угольном эквиваленте) или 0,019% от общемировых (179 стран мира). 
Страна является нетто-импортером энергоносителей. Экспорт в 2019 г. — 29,4 млн toe,  импорт энергоносителей всего — почти 152 млн. toe, в том числе природного газа — 58,2 млн. toe, сырой нефти и нефтепродуктов — 80,6 млн toe. 
Итоги 2019 года в сравнении с 1990 г. в целом следует оценить позитивно, хотя и отмечается снижение потребления энергоносителей в промышленности. На преобразование энергоносителей на электрических станциях и отопительных установках в 2019 г. пришлось 38,8 % от преобразуемых энергоносителей. 
С целью регазификации сжиженного природного газа с 2022 г. (см. Мировой энергетический кризис (2021—2022)) в Равенне строится плавучий регазификационный терминал. 
| Таблица 3. Основные тенденции в отдельных статьях ТЭБ Италии в 2019 г. в сравнении с 1990 г., тыс. тонн нефтяного эквивалента |               |                         |                                              |                             |                              |       |
| Статьи ТЭБ, годы/Энергоносители                                                                                               | Природный газ | Невозобновляемые отходы | Сырая нефть и нефтепродукты (без биотоплива) | Возобновляемые и биотопливо | Твердое органическое топливо | Всего |
| Производство первичной энергии                                                                                                |               |                         |                                              |                             |                              |       |
| 1990 | 14030         | 164                     | 4468                                         | 6381                        | 275                          | 25317 |
| 2019 | 3931          | 1182                    | 4708                                         | 27088                       | --                           | 36910 |
| Уменьшение (-), увеличение (+)                                                                                                | -10099        | 1018                    | 240                                          | 20708                       | --                           | 11592 |
| Преобразование энергоносителей на электростанциях и отопительных установках                                                   |               |                         |                                              |                             |                              |       |
| 1990 | 8075          | 25                      | 21531                                        | 5505                        | 7001                         | 43444 |
| 2019 | 25438         | 899                     | 3710                                         | 18552                       | 4335                         | 53787 |
| Уменьшение (-), увеличение (+)                                                                                                | 17363         | 874                     | -17821                                       | 13047                       | -2667                        | 10344 |

## Возобновляемые источники
В 2022 году мощность возобновляемой энергетики составляла 59 891 МВт.
Значительный рост использования  возобновляемых источников энергии (ВИЭ)  в 2019 г. в сравнении с 1990 г.  в производстве первичной энергии более, чем в 4,2 раза, в преобразовании на электростанциях и отопительных установках с 5,5 млн. toe в 1990 г. до 18,6 млн. toe в 2019 г., обеспечен, прежде всего,  за счет опережающих темпов ввода солнечных (СЭС)  и ветряных электростанций (ВЭС)
Структуры установленной мощности и производства электроэнергии-брутто ВИЭ иллюстрируются нижеследующими диаграммами:

Италия. Структура установленной мощности ВИЭ за 2019 гг., проценты
Италия. Структура  производства электроэнергии-брутто на ВИЭ за 2019 гг. ,  проценты

### Гидроэнергетика
В 2022 году мощность гидроэнергетики составляла 22 781 МВт.

Динамика изменения установленной мощности других ВИЭ (без ГЭС) Италии, 1990-2019 гг., проценты

### Ветроэнергетика
В 2022 году мощность ветроэнергетики составляла 11 780 МВт.

### Солнечная энергетика
В 2022 году мощность солнечной энергетики составляла 25 083 МВт.

### Геотермальная энергетика
В 2022 год мощность геотермальной энергетики составляла 772 МВт.
При этом, Италия, являясь одним из пионеров в освоении геотермальной энергии в Европе и в мире,  по данным UNSD на февраль 2021 г. все еще занимает седьмую строчку в мире по установленной мощности геотермальных электростанций  и шестую по выработке электрической энергии на них.
На конец 2019 г. установленная мощность геотермальных электростанций Италии — 767 МВт (всего Европейского союза — 866 МВт).
Примечание: действующие геотермальные электростанции Италии приведены на сайте Enel Green Power  и на карте Google Maps: EES EAEC. Геотермальные электростанции Италии

### Биоэнергетика
В 2022 году мощность биоэнергетики составляла 3416 МВт.
В 2022 году мощность биогаза составила 1382 МВт.

## Атомная энергетика
В 60-х 70-х годах по американским технологиям в Италии были построены четыре атомные электростанции: АЭС Латина (1963—1987), АЭС Гарильяно (1964—1982), АЭС Энрико Ферми и АЭС Каорсо. 
В 1987 году, после аварии на Чернобыльской АЭС, на всенародном референдуме итальянцы проголосовали против развития в стране атомной энергетики, и в 1990 году в Италии был остановлен последний энергетический ядерный реактор. 
Попытка правительства Сильвио Берлускони в 2011 году на новом референдуме (в неудачное время, спустя три месяца после катастрофы на японской АЭС «Фукусима-1») опять склонить общественное мнение к восстановлению атомной энергетики в стране провалилась. 

## Организации
Ключевые энергетические организации:
- Министерство экономического развития Италии (Ministero delle imprese e del made in Italy);
- Enel  — одна из крупнейших генерирующих компаний Европы и мира
- Terna Group (Terna S.p.A) — системный оператор национальной электроэнергетической системы